# グレイルクエスト
『グレイルクエスト』(Grailquest)は、アイルランドの作家ハービー・ブレナン（J・H・ブレナン）による、アーサー王物語と聖杯伝説を題材としたゲームブックのシリーズ。1984年-1987年に発行され、全8巻に及ぶ。

## 概要

### 皮肉とユーモア
『グレイルクエスト』は著者ブレナンのユーモアあふれる筆致で知られる。しかしそれは相手を愉快な気分にしたり一緒に笑いあうようなものではなく、当人はニコリともせずに痛烈な皮肉をぶつけ、相手を沈黙させるアイルランド流ユーモア「デッドパン」である。
読者はブレナンと劇中の語り部役マーリンからちくちくと皮肉られるが、そうした自分の姿に気づき、自らを笑う余裕が出てきたとき、デッドパンの魅力を知ることになる。
ゲームブックの祖である『ファイティング・ファンタジー』の地の文が、誰でも楽しめるようにするため平板かつ無個性な声で語るのに対し、著者が積極的に読者に語りかけてくる本シリーズでは、テーブルトークRPGのゲームマスターとプレイヤーの間のやり取りを疑似体験できる。

### 項目数の少なさとRPG要素の扱い
『グレイルクエスト』の項目数は200前後と、一般的なゲームブックと比較してかなり少ない。ロールプレイングゲーム (RPG) の要素を取り入れようとすると項目数はその倍くらい必要になる。項目数が少ないと、内容が分岐するだけの小説にならざるを得ない。読者が展開の選択権を持つゲームブックは、通常の小説への感情移入とは異った形での「主人公との一体感」をもたらすため、主人公が勝手に行動して読者の意志と齟齬を生む分岐小説は不満を招きがちである。しかし本シリーズの読者は「魔法によって主人公の肉体に宿った存在」とされるため、自主的な行動をとる主人公を俯瞰しても違和感がない。また、結果的にほとんどの項目を読破する構造になっているため、ボリューム不足を感じさせることもない。
項目数の少なさを補うのが、『ドラゴンの洞窟』のストーンマーテン村で用いるような見取り図の存在である。読むべき項目を図の形で提示することによって、「道は東と西に続いている」のような移動のための描写を省くことができる。しかし見取り図と項目を照らし合わせる作業が単調になりがちであるのと、項目の構造を解き明かすパズル要素が失われることから、この手法を取り入れた人気ゲームブック作品は少ない。本シリーズが数少ない成功例であるのは、著者のユーモア感覚によって各場面の描写を読むこと自体が楽しくなっているからである。
分岐小説形式を選んだブレナンだが、ヒットするゲームブックにはRPGの要素が必須であることは承知しており、本シリーズにも忘れず取り入れている。しかし、その要素は未加工で投入されている。たとえば敵との戦闘を回避する「友好反応」や「ワイロ」は無くてもかまわないルールだが、RPGでは交渉が行えるため選択肢に加えられている。『ドラゴンの洞窟』の冒頭では装備品をリストの中から買い揃えるが、実際に役立つ品は多くない。買い物という行為自体がRPGのキャラクター作成時における楽しみのひとつであり、その目的を果たした後はあまり詳しく調整されていないのである。同巻の魔法リストも同様で、一覧を眺めて読者に楽しんでもらうことが第一であり、各魔法の使用に際して精緻なパズル的要素は組み込まれていない。普通ならこのような手法は通用しないが、皮肉とユーモアに満ちた本シリーズにおいては、いい加減さも笑いの種として機能している。

### 14
14は主人公ピップが死亡したときに行く項目である。
通常のゲームブックであれば、死亡して再開した場合「先の展開を知っている読者」と「未知の冒険に挑む主人公」との間に認識の断絶が生じ、一体感がなくなる。しかし『グレイルクエスト』では、死から14を経て生に戻ることもまた冒険の一部であり、ピップの体験が途切れることはない。一度倒した敵と遭遇してもそれは幽霊であり、世界の時間が巻き戻るわけではないのである。このメタフィクション的な構造が、最後まで主人公と読者の一体感を維持し続ける仕掛けとなっている。
いつ魔術師マーリンに会えるのかと問われて「この次に死んだら……」と答える『ドラゴンの洞窟』第133項目のように、時にはピップ自身が14の過程を踏まえた発言をすることもあり、本シリーズにおける死は作品の前提にして笑いの対象である。
「14」はゲームブックファンの間で通じる暗号のようなものであり、『グレイルクエスト』へのオマージュ要素を含む他作品でもしばしば死を意味する番号として扱われる。

## 日本における展開
日本では二見書房より『ドラゴン・ファンタジー』シリーズとして1985年-1987年に発行された。ゲームブックブームの当時、二見書房も初心者向けの作品『タイム・マシン』シリーズを翻訳出版していた。そのころの二見の担当編集者が「ちょっとおかしなゲームブックがある」と本シリーズを紹介され、その奇抜さが気に入って刊行を決定。癖のある内容だけに主流にはなりえないと思われたが、2巻が出たころから好評を得るようになり、人気シリーズの地位に就いた。
日本語訳では、以下に挙げる理由で原文の一部が削除されている。
- ページのレイアウトの都合[8]。
- 歴史や文学の知識がないとわかりにくい箇所。低年齢の読者層を意識した措置と思われる[8]。
- イギリスのテレビドラマ『ドクター・フー』やアメリカンコミックス『超人ハルク』など、日本人になじみの薄い事物への言及[9]。

その一方で、原文では「XXへ行け」程度だった箇所に、前述の二見書房の編集者によって数行にわたる描写の補綴が行われている。
日本語版のイラストはフーゴ・ハルによる。もともとフーゴはアナログゲームのシステムチェックなどに携わっていた人物であり、イラストはあくまで趣味の範疇だったが、原書の絵が雑に見えたので描き換えようという話が出て、なりゆきで挿絵も担当することになったという。イラストにはゴヤの『巨人』など、さまざまな素材がコラージュのように散りばめられている。
ブレナンは自著が日本で出版されていることを承知しており、『七つの奇怪群島』では日本人読者限定で生命点を増加するボーナスを与えている。また、著者の素性についての問い合わせが多く寄せられた二見書房がマリ・ポリンジャー出版社に照会したところ、ブレナン当人から日本向けに返答があり、『魔獣王国の秘剣』巻末に掲載された。
2004年からは、創土社より復刊が始まっている。創土社版には新しいイラストや解説が追加されたほか、2巻からは二見版では省略されていた文章が補完されるようになった。

## 主な登場人物
ピップ
本シリーズの主人公で、プレイヤーの分身。ピップ自身は農場で暮らす普通の若者であるが、マーリンの時を越える魔法（グレイル・クエストシリーズそのもののことである）によって未来人（グレイル・クエストを読んでいるプレイヤー）の意識を乗り移らされる。養父はジョン、養母はメアリー。英語原文ではピップの性別が特定できる人称代名詞は一切使われていない。
マーリン
アーサー王を助けるウェールズ人の魔術師。少々偏屈ながら極めて優秀な魔術師で、アーサー王は親しみを込めて「愚かな頑固老人」とも呼ぶ。さまざまな住まいを持つ。各々の巻の冒頭で読者の意識をピップに移し変え、冒険に出ることを促す。
E・J（エクスカリバー・ジュニア）
ピップが持つ魔法の剣。マーリンがアーサー王のエクスカリバーを模して作った。模造品ながら武器としては一般的な武具より強力で、知能を持っていて対話もできる。やや傲慢な性格ながら蜘蛛が苦手である。ショックを受けると気絶したり、切れ味が弱まったりもする。
詩的魔神
各巻のどこかに登場する魔神。詩をこよなく愛し、自分は最高の詩人だと思っているが、その作品は聞くに堪えないものである。仮にも「魔神」であるため恐ろしく強く、作詞した詩を少しでも批判するなどピップが機嫌を損ねる行為をとると、即座に14へ送る。「余に謁見を望む者は大勢いるのでな」という理由で登場するたびにピップのことを忘れている。
同じブレナンのゲームブック『ドラキュラ城の血闘』にも登場する。
日本語版のフーゴ・ハルによる挿絵では、クラウス・ノミがモデルとなっている。
アーサー・ペンドラゴン
アバロン王国に平和と騎士道と円卓をもたらした人物。今シリーズでは、魔術師やドラゴンの襲来、エクスカリバーの盗難、魔法のカビの侵略、奇病など災難にこと欠かない。マーリンによれば、王でなければもっといい男。
ギネヴィア
アーサー王の妃。1巻では魔術師アンサロムに誘拐され、暗黒城に囚われの身となる。のちの作品では、王との仲睦まじい様子も描かれる。
円卓の騎士
ランスロット、ペリノア、パーシバル、ギャラハッド、ビデヴィア、モルドレッドなどが登場。金曜日の円卓会議は、週末の騒ぎに備えて騎士たちが散漫になり、月曜日の円卓会議は、週末の騒ぎのために不調となる。ペリノアは方向音痴で有名。
意地悪ジェイク
ピップの3歳年上の悪党。シリーズ最初の戦闘相手となり、生命点は20点。のちの作品でも夢時間に現れる。
ゾンビ、食屍鬼（グール）
シリーズにおなじみの怪物たち。後半の作品では、ピップはゾンビにとって要注意人物とされてしまう。
ネルド
メガネをかけ、受付や執事をしている強欲なモンスター。何度か登場し、パンクタイプなどもいる。
ゴル
筋肉質で野蛮な亜人種。頭が無く胸に顔があるという奇怪な種族、東洋人っぽい顔をしていて空手を使う者も居るらしい。
ピップ・ジュニア
ピップの代わりとするためにマーリンが作った魔法のかかし。通称P・J。
日本語版のフーゴ・ハルによる挿絵では、ハンス・ベルメールが着想元となっている。
ニワトリ、ウサギ
共にシリーズでは危険な存在として登場することが多い。

## 各巻の内容
物語はアーサー王の時代、彼が統治するアバロン王国に魔術師マーリンがプレイヤーの意識だけを召喚し、ピップの肉体に宿らせる、という設定で始まる。
暗黒城の魔術師 (Castle of Darkness)
ピップは、邪悪な魔術師アンサロムを倒して誘拐された王妃ギネヴィアを救うべく、暗黒城への旅に出る。この巻では、マーリンは丸太の城に住む。地底湖にて湖の乙女が登場する。
ドラゴンの洞窟 (Den of Dragons)
ピップは、もっとも危険といわれる真鍮のドラゴンを倒す旅に出る。この巻では、マーリンは水晶の宮殿に住む。
魔界の地下迷宮 (The Gateway of Doom)
開け放たれた「魔界の門」を閉じるべく、ピップは地下迷宮を冒険する。この巻では、マーリンは樫の木の中に住む。
七つの奇怪群島 (Voyage of Terror)
アーサー王の秘剣エクスカリバーが消え失せ、ピップは剣を求めて奇妙な航海へ出る。なぜかイアソンをはじめとするアルゴー船の面々が登場し、ギリシア神話の怪物が出没する島々をめぐる。この巻では、マーリンは井戸の中に住む。
E･Jを使用することが出来ない唯一のシリーズである。
魔獣王国の秘剣 (Kingdom of Horror)
エクスカリバーを取り戻すため、ピップは「おとぎの国」へ旅立ったはずだが、魔獣王国へ到着してしまう。この巻では、マーリンはサイコロ型の隠れ家に住んでおり、ピップの首にはボルトが刺さっている。
宇宙幻獣の呪い (Realm of Chaos)
邪悪なカビにおおわれたキャメロットを救うため、ピップは謎の幻獣を倒す冒険へと旅立つ。この巻では、マーリンは樽の中に住む。
幻し城の怪迷路 (Tomb of Nightmares)
マーリンの借金を取り立てるため、ピップは「幻しの霊城」へゆく。一見スケールの小さい仕事のようだったが、そこには隠された目的があった。この巻では、マーリンはロック鳥の卵の中に住む。出版前の仮タイトルは「妖魔の棲む霊宮」だった。
ゾンビ塔の秘宝 (Legion of the Dead)
アーサー王が奇病に倒れ、マーリンは行方不明となり、王国は「死の軍団」の侵略にさらされようとしていた。ピップは「聖杯」を見つけるために最後の冒険へと旅立つ。聖杯伝説の漁夫王が登場する。

## 書籍データ
英語版がイギリスと北米で出版されたほか、イタリア語、スペイン語、チェコ語、デンマーク語、フランス語版が存在する。北米では最後の2巻は出版されなかった。
英語版の挿絵は『ウォッチメン』の彩色を担当したジョン・ヒギンズ、日本語版の挿絵はフーゴ・ハルによる。

### 二見書房版
1. 『暗黒城の魔術師』　真崎義博訳、1985年7月30日初版 ISBN 4-576-85044-X。
総パラグラフ数157。付属：魔神に捧げる詩の記入用ページ、綴じ込みマップ
2. 『ドラゴンの洞窟』　大久保寛訳、1985年8月20日初版 ISBN 4-576-85050-4。
総パラグラフ数173。付属：ストーンマーテン村地図、魔神に捧げる肖像画用ページ、綴じ込みマップ
3. 『魔界の地下迷宮』　真崎義博訳、1985年10月25日初版 ISBN 4-576-85056-3。
総パラグラフ数201。付属：魔神に捧げるポスター用ページ、地下迷宮マップ、さまよえる怪物リスト
4. 『七つの奇怪群島』　真崎義博訳、1986年3月25日初版 ISBN 4-576-86024-0。
総パラグラフ数203。付属：日本の読者へ（著者メッセージ。日本人の読者は、今回の冒険で生命点を5点加えてよい）、航海図、黄金の船（設計図付）、やぶにらみ航海、まやかしの術
5. 『魔獣王国の秘剣』　大久保寛訳、1986年9月25日初版 ISBN 4-576-86106-9。
総パラグラフ数226。付属：魔獣王国地図、奇岩城地図、闇の迷宮マップ記入用紙、マーリンの隠れ家、魔法の品、十字架の扉、著者からのメッセージ
6. 『宇宙幻獣の呪い』　高橋聡訳、1987年3月15日初版 ISBN 4-576-87008-4。
総パラグラフ数222。付属：宇宙樹マップ、呪いの迷宮、「幽鬼おどし」設計図、キャメロット城地図、謁見室の見取り図、空手で"見えない敵"と戦う著者写真
7. 『幻し城の怪迷路』　真崎義博訳、1987年8月25日初版 ISBN 4-576-87094-7。
総パラグラフ数224。付属：らせん迷路、はらわた迷路
8. 『ゾンビ塔の秘宝』　高橋聡訳、1987年11月25日初版 ISBN 4-576-87132-3。
総パラグラフ数237。付属：『幻し城の怪迷路』の「ドクロの三角形」のヒント

### 創土社版
1. 『暗黒城の魔術師』真崎義博訳、フーゴ・ハル監修、2004年11月30日初版、180ページ、ISBN 4789301419。
総パラグラフ数159。付属：魔神に捧げる詩の記入用ページ、禁断の書（マップ）、目神たちのお喋りタイム（解説）、「著者近影？」（著者イラスト）
「剣社通信」Volume.8折込。
2. 『ドラゴンの洞窟』日向禅訳、フーゴ・ハル訳監修、2006年4月30日初版、205ページ、ISBN 4789301427。
総パラグラフ数173。付属：魔神に捧げる肖像画用ページ、ストーンマーテン村地図、隠しマップ、解説（4種類）、著者近影。
「剣社通信」Volume.11折込。
3. 『魔界の地下迷宮』日向禅訳、フーゴ・ハル訳監修、2008年11月30日初版、ISBN 978-4-7893-0143-5
総パラグラフ数201。付属：迷宮図（全3層）。
「剣社通信」Volume.14折込。
4. 『七つの奇怪群島』日向禅訳、フーゴ・ハル訳監修、2011年1月30日初版、ISBN 978-4-7988-0144-5
総パラグラフ数203。付属：航海図、「黄金の舟」製作用折り紙、訳者あとがき。
5. 『魔獣王国の秘剣』日向禅訳、フーゴ・ハル訳監修、2012年12月30日初版、ISBN 978-4798801452
総パラグラフ数250。付属：闇の迷宮地図、闇の迷宮（単色印刷）、マーリンの隠れ家、十字架の扉、その他マップ2枚、訳者あとがき。